# Dainville-Bertheléville
Pour l’article homonyme, voir Dainville.
Dainville-Bertheléville est une commune française située dans le département de la Meuse, en région Grand Est. Elle est la commune la plus méridionale du département.

## Géographie

### Situation
Dainville est située à 10 km au sud de Gondrecourt-le-Château et à 7,5 km au nord de Grand ; sur la vallée de la petite rivière dite La Maldite ; plus à l'est en passant par Vaudeville-le-Haut et Greux à 15 km de Domrémy-la-Pucelle.

#### Communes limitrophes
| Chassey-Beaupré | Chassey-Beaupré         | Vouthon-Bas |
| Chassey-Beaupré | Dainville-Bertheléville | Avranville  |
| Grand           | Avranville              | Avranville  |

### Hydrographie
La commune est dans la région hydrographique « la Seine de sa source au confluent de l'Oise (exclu) » au sein du bassin Seine-Normandie. Elle est drainée par l'Ornain, l'Ognon et divers autres petits cours d'eau,.
L'Ornain, d'une longueur de 116 km, prend sa source dans la commune de Grand et se jette  dans la Saulx à Étrepy, après avoir traversé 36 communes. 
L'Ognon, d'une longueur de 13 km, prend sa source dans la commune de Lezéville et se jette  dans l'Ornain à Gondrecourt-le-Château, après avoir traversé six communes. 

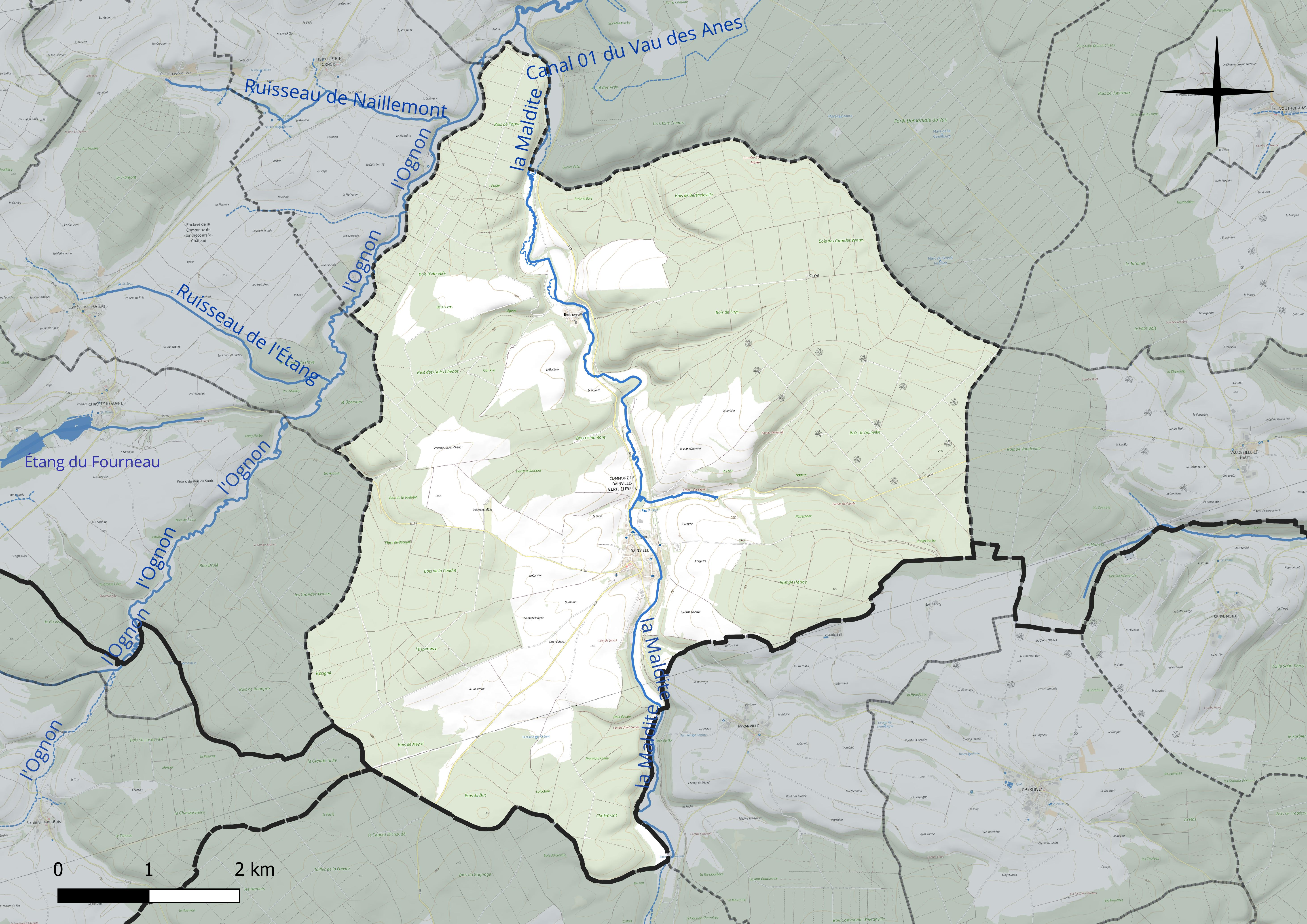
Réseau hydrographique de Dainville-Bertheléville.

### Climat
Pour des articles plus généraux, voir Climat du Grand Est et Climat de la Meuse.
En 2010, le climat de la commune est de type climat de montagne, selon une étude du Centre national de la recherche scientifique s'appuyant sur une série de données couvrant la période 1971-2000. En 2020, Météo-France publie une typologie des climats de la France métropolitaine dans laquelle la commune est exposée à un climat océanique altéré et est dans la région climatique  Lorraine, plateau de Langres, Morvan, caractérisée par un hiver rude (1,5 °C), des vents modérés et des brouillards fréquents en automne et hiver. 
Pour la période 1971-2000, la température annuelle moyenne est de 9,5 °C, avec une amplitude thermique annuelle de 16,6 °C. Le cumul annuel moyen de précipitations est de 997 mm, avec 13,3 jours de précipitations en janvier et 9,6 jours en juillet. Pour la période 1991-2020, la température moyenne annuelle observée sur la station météorologique de Météo-France la plus proche, « Cirfontaines_sapc », sur la commune de Cirfontaines-en-Ornois à 9 km à vol d'oiseau, est de 10,4 °C et le cumul annuel moyen de précipitations est de 904,1 mm. 
La température maximale relevée sur cette station est de 40 °C, atteinte le 12 août 2003 ; la température minimale est de −19,6 °C, atteinte le 6 février 1963,,. 
Les paramètres climatiques de la commune ont été estimés pour le milieu du siècle (2041-2070) selon différents scénarios d'émission de gaz à effet de serre à partir des nouvelles projections climatiques de référence DRIAS-2020. Ils sont consultables sur un site dédié publié par Météo-France en novembre 2022.

## Urbanisme

### Typologie
Au 1er janvier 2024, Dainville-Bertheléville est catégorisée commune rurale à habitat dispersé, selon la nouvelle grille communale de densité à sept niveaux définie par l'Insee en 2022.
Elle est située hors unité urbaine. Par ailleurs la commune fait partie de l'aire d'attraction de Neufchâteau, dont elle est une commune de la couronne,. Cette aire, qui regroupe 72 communes, est catégorisée dans les aires de moins de 50 000 habitants,.

### Occupation des sols
L'occupation des sols de la commune, telle qu'elle ressort de la base de données européenne d’occupation biophysique des sols Corine Land Cover (CLC), est marquée par l'importance des forêts et milieux semi-naturels (72,1 % en 2018), une proportion sensiblement équivalente à celle de 1990 (72,2 %). La répartition détaillée en 2018 est la suivante : 
forêts (55,4 %), terres arables (20,2 %), milieux à végétation arbustive et/ou herbacée (16,7 %), prairies (7 %), zones urbanisées (0,6 %). L'évolution de l’occupation des sols de la commune et de ses infrastructures peut être observée sur les différentes représentations cartographiques du territoire : la carte de Cassini (XVIIIe siècle), la carte d'état-major (1820-1866) et les cartes ou photos aériennes de l'IGN pour la période actuelle (1950 à aujourd'hui).

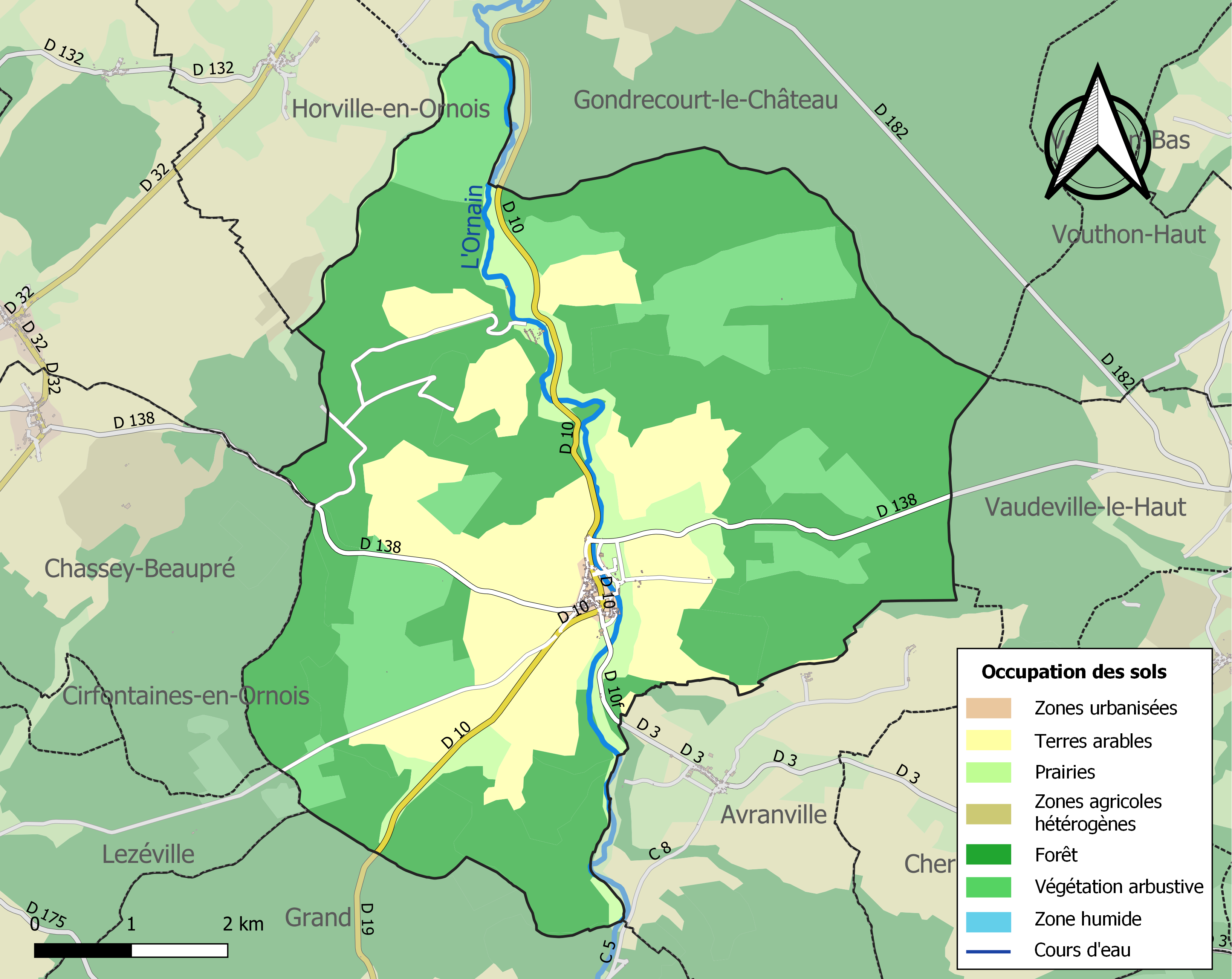
Carte des infrastructures et de l'occupation des sols de la commune en 2018 (CLC).

## Toponymie
Dainville-Berthléville après le rattachement de Dainville et Bertheléville le 15 juillet 1876.
Dainville est attesté sous les formes Dainville (1338) ; Dainivilla (1402) ; Donville (1460) ; Dinviller-aux-Forges (1700) ; Dainvilla (1711) ; Dona-villa (1756) ; Dani-villa (1756) ; Dainville-aux-Forges.

Bertheléville est attesté sous les formes Bertilleville (1327) ; Berthelevilla (1402) ; Berteleville (1700) ; Bertelevilla (1711).

## Histoire
En 1522 les moniales cisterciennes de l'abbaye du Pont-aux-Dames de Couilly déclarent aux officiers du roi François Ier y posséder :  « 40 arpents de terres, près et jardins et héritages assis sur plusieurs pièces, et sur une s'élève une maison, une grange, et une étable le tout baillé à ferme à l'année pour 20 livres tournois de rente l'an au jour de la saint Martin d'hiver ; lesquels héritages sont censives de plusieurs seigneurs et églises aux quels le fermier desdites religieuses est tenu de payer et acquitter au nom d'icelles religieuses ».
La commune de Dainville absorbe celle de Bertheléville en 1876.

## Politique et administration
| Période                                  | Période   | Identité                                    | Étiquette | Qualité |
| ---------------------------------------- | --------- | ------------------------------------------- | --------- | ------- |
| Les données manquantes sont à compléter. |           |                                             |           |         |
| mars 2001                                | mars 2014 | André Courtois                              |           |         |
| mars 2014                                | En cours  | Denis Martin Réélu pour le mandat 2020-2026 |           |         |

## Population et société

### Démographie
L'évolution du nombre d'habitants est connue à travers les recensements de la population effectués dans la commune depuis 1793. Pour les communes de moins de 10 000 habitants, une enquête de recensement portant sur toute la population est réalisée tous les cinq ans, les populations de référence des années intermédiaires étant quant à elles estimées par interpolation ou extrapolation. Pour la commune, le premier recensement exhaustif entrant dans le cadre du nouveau dispositif a été réalisé en 2005.

En 2022, la commune comptait 121 habitants, en évolution de +1,68 % par rapport à 2016 (Meuse : −4,4 %, France hors Mayotte : +2,11 %).
| 1793 | 1800 | 1806 | 1821 | 1831 | 1836 | 1841 | 1846 | 1851 |
| ---- | ---- | ---- | ---- | ---- | ---- | ---- | ---- | ---- |
| 570  | 552  | 619  | 567  | 678  | 812  | 789  | 825  | 804  |

| 1856 | 1861 | 1866 | 1872 | 1876 | 1881 | 1886 | 1891 | 1896 |
| ---- | ---- | ---- | ---- | ---- | ---- | ---- | ---- | ---- |
| 684  | 667  | 645  | 606  | 647  | 671  | 644  | 567  | 533  |

| 1901 | 1906 | 1911 | 1921 | 1926 | 1931 | 1936 | 1946 | 1954 |
| ---- | ---- | ---- | ---- | ---- | ---- | ---- | ---- | ---- |
| 522  | 498  | 463  | 382  | 399  | 367  | 318  | 334  | 355  |

| 1962 | 1968 | 1975 | 1982 | 1990 | 1999 | 2005 | 2006 | 2010 |
| ---- | ---- | ---- | ---- | ---- | ---- | ---- | ---- | ---- |
| 302  | 305  | 204  | 152  | 138  | 139  | 159  | 154  | 157  |

| 2015 | 2020 | 2022 | - | - | - | - | - | - |
| ---- | ---- | ---- | - | - | - | - | - | - |
| 122  | 123  | 121  | - | - | - | - | - | - |

## Culture locale et patrimoine

### Lieux et monuments

#### Édifices religieux
- L'église Saint-Valère de Dainville, construite en 1226.
- La chapelle Notre-Dame-de-Pitié de Chécourt, située à l'écart du village cet ancien ermitage datant du XIIIe siècle, transformé en chapelle au XVIe siècle, dédiée à Notre dame des sept douleurs est un but de pèlerinage qui remonte à la fin du XIXe siècle ; cette chapelle complètement restaurée en 1895 avec suppression du logement de l'ermite est encore aujourd'hui un lieu de pèlerinage à la fin de chaque été.
- Les vestiges de l'église Saint-Rémi XVIIIe siècle de Bertheléville.

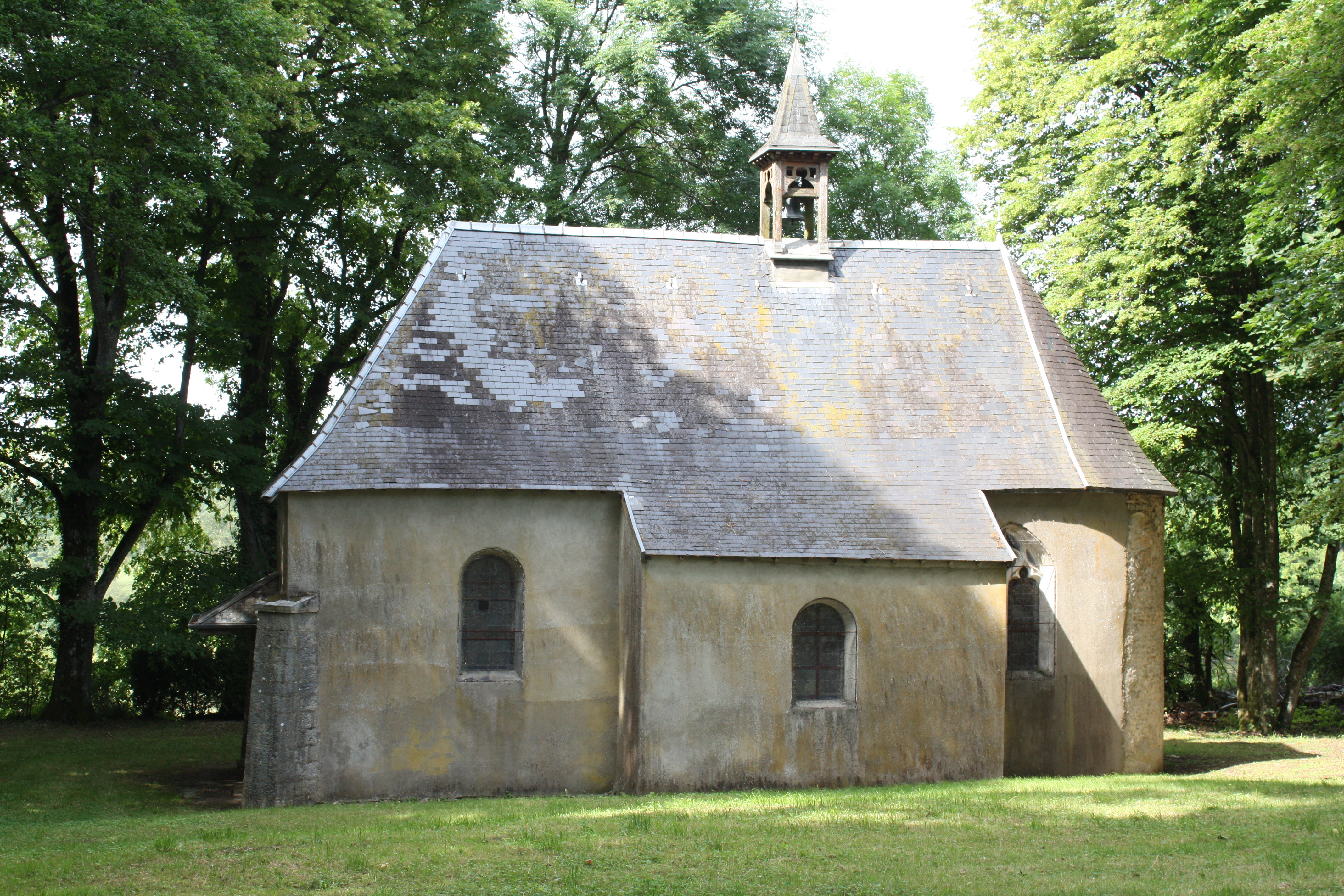
La chapelle Notre-Dame-de-Pitié de Chécourt.
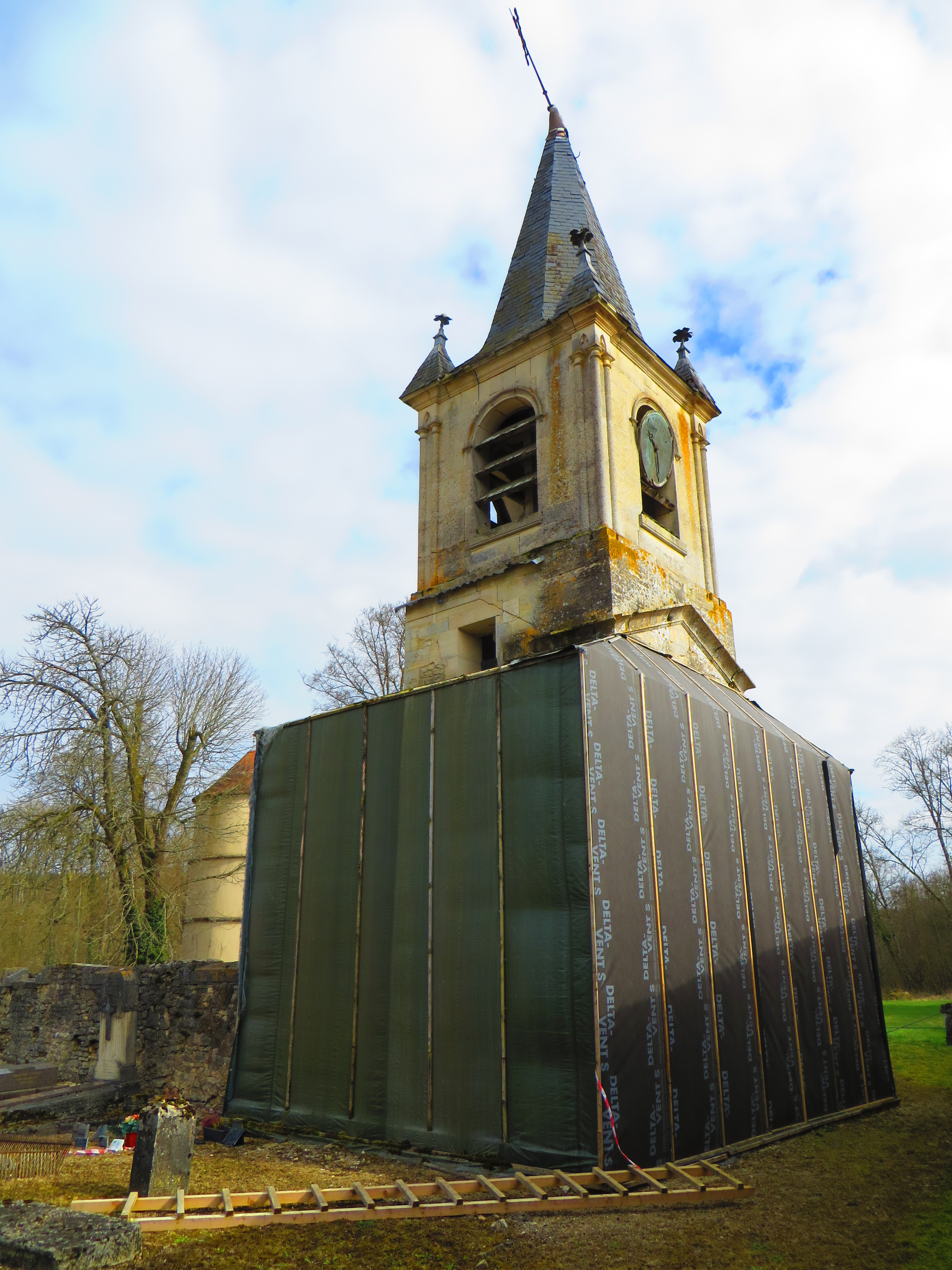
L'Église Saint-Rémi de Bertheléville.

#### Autre monument
La commune compte un monument historique :
- Le château de Bertheléville XVIIe siècle-XVIIIe siècle et ses dépendances (colombier, porte monumentale, forge), inscrit par arrêté du 6 juillet 1990[25].

### Personnalités liées à la commune
- Augustin Oudot, seigneur de Dainville (1726-1790), intendant du cabinet d'histoire naturelle de Charles-Alexandre de Lorraine, gouverneur général des Pays-Bas autrichiens, à Bruxelles.
- Vincent de Ternant, marquis de Dainville-sur-Meuse, fondateur de la plantation Parlange en Louisiane.
- Paul Lemagny, peintre et graveur français, né dans la commune en 1905.
- Le chanoine Lucien Polimann, curé de Dainville-Bertheléville de 1948 à 1963.

### Héraldique
| Blason de Dainville-Bertheléville | Blason  | Écartelé : au 1er d'or à l'enclume de sable, au 2e de gueules à la tour donjonnée à trois étages d'argent, au 3e de gueules à la marmotte du même, et au 4e d'or à la tête de licorne de sable. |
| Blason de Dainville-Bertheléville | Détails | Création de R.A. Louis avec les conseils de la Commission héraldique de l'UCGL. Adopté par la commune en février 2016.                                                                          |